# Pascal Beucker
Pascal Beucker (* 5. November 1966 in Düsseldorf) ist ein deutscher Publizist und Journalist.

## Leben
Beucker studierte Politikwissenschaften an der Universität-Gesamthochschule Duisburg. Seit 1999 arbeitet er für die tageszeitung, zunächst als nordrhein-westfälischer Korrespondent, dann seit 2014 als Redakteur im Inlandsressort. Seit 2018 gehört er dem Vorstand der taz-Genossenschaft an. Seit ihrer Gründung 1997 schreibt Beucker als Autor für die Wochenzeitung Jungle World. Der Journalist lebt in Berlin.
In den 1980er Jahren engagierte Beucker sich bei den Jungdemokraten sowie bei den Grünen. Er gehörte von 1985 bis 1986 dem Vorstand der Bundesschülervertretung und von 1989 bis 1990 dem Vorstand des ASten-Dachverbands Vereinigte Deutsche StudentInnenschaften (VDS) an. Von 1992 bis 1995 war er AStA-Vorsitzender an der Universität-Gesamthochschule Duisburg.

## Videos
- Pazifismus - ein Irrweg? - taz Talk mit Pascal Beucker, 1.29.40 Minuten, 12. August 2024
- Pascal Beucker: Pazifismus – ein Irrweg? – taz Talk meets Buchmesse Leipzig, 33.50 Minuten, 29. März 2025

## Werke
- Pascal Beucker: Pazifismus – ein Irrweg? Verlag W. Kohlhammer, Stuttgart 2024, ISBN  978-3-17-043432-5.
- Pascal Beucker: The Times They Are A Changin’. Zwischen Rebellion & Agonie: Studentische Bewegung in der Bundesrepublik Deutschland. epubli, Berlin 2024, ISBN 978-3-7584-9589-2.
- Pascal Beucker: Der Fall Metin Göktepe. Über einen staatlichen Mord und den Zustand der Pressefreiheit in der Türkei gestern und heute. epubli, Berlin 2024, ISBN 978-3-7584-8207-6.
- Pascal Beucker: Kleiner Verband mit großem Selbstbewusstsein. Im Spannungsfeld zwischen Grünen und Linkspartei. Über die jungdemokratischen Kalamitäten in der Post-FDP-Ära, die Tücken der „Zwei-Wege-Strategie“ und den kurzen Frühling der Parteiunabhängigkeit. In: Roland Appel, Michael Kleff (Hrsg.): Grundrechte verwirklichen Freiheit erkämpfen. 100 Jahre Jungdemokrat*innen. Ein Lesebuch über linksliberale und radikaldemokratische Politik von Weimar bis ins 21. Jahrhundert 1919–2019. Baden-Baden 2019, ISBN 978-3-89665-800-5.
- Pascal Beucker, Anja Krüger: Işıldayan gözlerle. Türkiye’deki „çapulcu“ iyanının kısa yazına almanya’dan bis bakış. In: Nuray Sancar (Hrsg.): Sıcak Haziran. Sonraki Direnişe Mektup. Verlag Evrensel Basım Yayın, Istanbul 2013, ISBN 978-605-4834-35-8.
- Pascal Beucker, Frank Überall: Endstation Rücktritt!? Warum deutsche Politiker einpacken. Bouvier Verlag, Bonn 2011, ISBN 978-3-416-03344-2.(aktualisierte und überarbeitete Neuausgabe).
- Pascal Beucker, Anja Krüger: Die verlogene Politik. Macht um jeden Preis. Knaur Taschenbuch Verlag, München 2010, ISBN 978-3-426-78345-0.
- Pascal Beucker, Frank Überall: Endstation Rücktritt. Warum deutsche Politiker einpacken. Econ Verlag, Berlin 2006, ISBN 978-3-430-11619-0.
- Pascal Beucker, Frank Überall: Die Beamtenrepublik. Der Staat im Würgegriff seiner Diener? Campus-Verlag, Frankfurt/Main und New York 2004, ISBN 3-593-37335-1.
- Pascal Beucker: „Paris – Madrid – Hannover“. Die SchülerInnenbewegung 1987 und die Enquete-Kommission. In: In der deutschen Bildungsspirale. Kritisches und Alternatives zur Enquete-Kommission des Deutschen Bundestages „Bildung 2000“. Herausgegeben von Werner Rügemer im Auftrag des Arbeitskreises „Bildung 2002“ und der Stiftung Buntstift e. V., Verlag Demokratie, Dialektik & Ästhetik, Köln 1991, ISBN 978-3-926290-07-6.